# Norimichi Yamamoto
Norimichi Yamamoto (山本 義道 Yamamoto Norimichi?), född 25 juli 1995 i Fukuoka prefektur, är en japansk fotbollsspelare.
Yamamoto började sin karriär 2018 i Zweigen Kanazawa. Han spelade 53 ligamatcher för klubben. 2020 flyttade han till Yokohama F. Marinos.